# Nicolas Andry de Boisregard

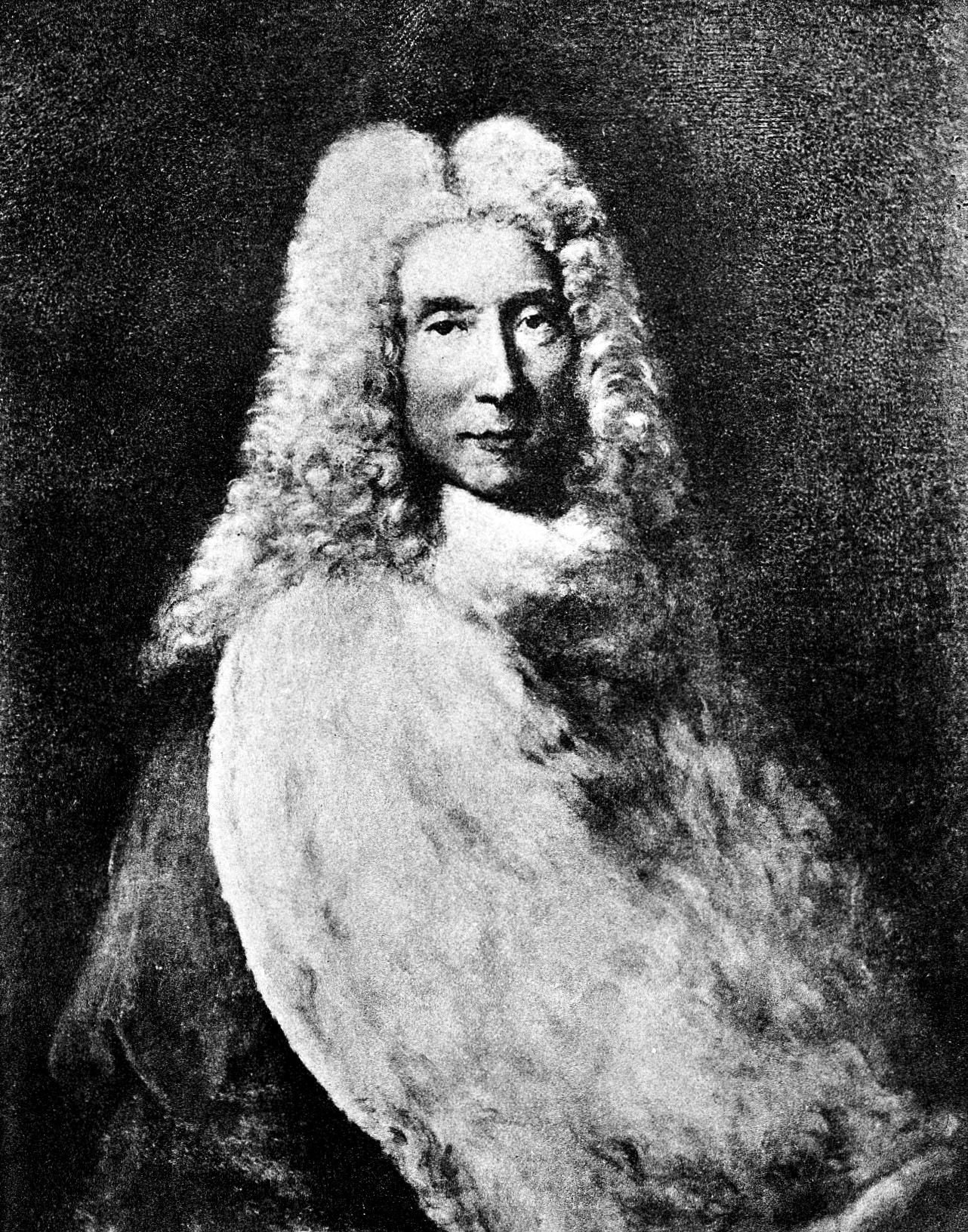
Nicolas Andry de Boisregard

Nicolas Andry de Boisregard (* 1658 in Lyon; † 13. Mai 1742 in Paris) war ein französischer Mediziner, wirkte als Parasitologe, Orthopäde und Kinderarzt, sowie Literat der Aufklärung. Er prägte 1741 das Wort „Orthopädie“ für die Prophylaxe und konservative Behandlung körperlicher Deformitäten bei Kindern.

## Leben
Nicolas Andry wurde in eine Familie relativ armer Kaufleute hineingeboren. Anfänglich studierte er zwei Jahre Theologie. 1690 nahm er den Nachnamen (Abbé) Andry de Bois-Regard an und ging nach Reims, um an der dortigen Fakultät Medizin zu studieren. Jene war zu dieser Zeit Teil der Pariser Fakultät. Als diese Verbindung 1694 von Ludwig XIV. gelöst wurde, war Andry (de Boisregard) gezwungen seine Examen in Paris zu wiederholen. Er promovierte mit seiner Dissertation An in morborum cura, hilaritas in medico, obedientia in aegro (in etwa: „Die Beziehung zwischen der Heiterkeit des Doktors und der Gehorsamkeit des Patienten in der Krankenpflege“).
Zunächst Professor für Humanwissenschaften am Collège des Grassins, das Bestandteil der alten Pariser Universität war, wurde er bald Leiter der medizinischen Fakultät und ab 1701 stellvertretender Professor am Collège Royal, dem heutigen Collège de France. Dort war er von 1717 bis 1741 Inhaber des Lehrstuhls für Medizin. Andry war drei Mal verheiratet. Mit seiner dritten Frau hatte er eine Tochter.

## Werk und Bedeutung
Berühmt wurde er durch seinen Behandlungserfolg diverser parasitärer Darmkrankheiten, was ihm den Spitznamen „Wurmdoktor“ eintrug. Sein erstes Buch De la géneration des vers dans le corps de l'homme. De la nature et des especes de cette maladie, les moyens de s'en preserver et de la guerir, das er 1700 in Paris verlegen ließ, brachte ihm den Ruf ein, Vater der Parasitologie zu sein. 1741 veröffentlichte er ein Buch für Eltern: L'Orthopédie ou l'art de prévenir et de corriger dans les enfants les difformités du corps und schuf somit den Begriff der Orthopädie, im Sinne der Prophylaxe und konservativen Therapie von kindlichen Deformitäten.